# Stanislaus August unter dem Nordstern
Die polnische Freimaurerloge  „Stanislaus August unter dem Nordstern“  (auch: Stanisława Augusta pod Gwiazdą Północną (na wschodzie Warszawy)) wurde 1788 als Fortsetzung der Loge Katharina unter dem Nordstern in Warschau, Polen-Litauen gegründet. 
Die Loge wurde nach dem polnischen König Stanislaus August Poniatowski benannt. Ihre Tätigkeit war eng mit den Arbeiten des Großen Sejm und der Ausarbeitung der Verfassung vom 3. Mai 1791 verbunden. Nach der Auflösung des Großen Sejm wurde sie 1792 wurde in Oststern und 1818 in Unter dem Nordstern umbenannt. 1821 wurde sie wie alle Freimaurerlogen in Kongresspolen vom Zaren aufgelöst. 